# Régoa
Régoa (també anomenada Santa María de Régoa) és una parròquia del municipi de Cedeira, a la província de La Corunya, Galícia.

## Entitats de població
Entitats de població que formen part de la parròquia:
- O Adro (Atrio en castellà)
- Balteiro
- Barral
- Barrosas
- Bouza
- Canabal
- Casanova
- Casavella
- Eiravedra
- Erbellas
- Formigueiro
- Lamelas
- Malde
- Meizoso
- Nogueira
- Painceira
- Pardiñeira
- Pontigas
- Reboredo
- Rúa
- San Andrés de Teixido
- Taraño
- Teixidelo
- Toxo
- Veriño de Abaixo
- Veriño de Arriba
- Viduído

## Despoblat
- Tide

## Demografia

### Régoa
| Gràfica d'evolució demogràfica de Régoa entre 2000 i 2018 |
|                                                           |

### O Adro
| Gràfica d'evolució demogràfica de O Adro entre 2000 i 2018 |
|                                                            |